# Påslående tunga
En påslående tunga är en tonalstrande tunga på vissa blåsinstrument, som är större än det hål den täcker, så att den slår mot dess kanter och åstadkommer ett mer eller mindre snarrande ljud. Så är det överväldigande flertalet av piporgelns rörstämmor konstruerade, med tungor av metall. Västerländska blåsinstrument med enkelt rörblad, till exempel en klarinett, brukar också vara byggda så. Motsatsen är genomslående tunga.